# Wereldkampioenschap voetbal 2006 (kwalificatie CONMEBOL)

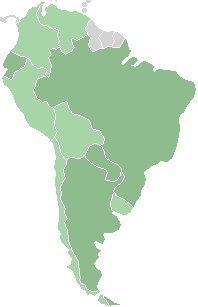
Gekwalificeerde landen
Niet gekwalificeerd

Namens de Zuid-Amerikaanse bond CONMEBOL deden tien landen mee aan de kwalificatieronden voor vier plaatsen in het Wereldkampioenschap voetbal 2006. In de intercontinentale play-off speelde Uruguay om zich als vijfde land te kwalificeren. In die play-off speelde het tegen Australië. Beide landen wonnen 1 wedstrijd. Uiteindelijk won Australië na strafschoppen.

## Opzet
In dit kwalificatietoernooi treden die tien landen in één groep aan, in een gewone competitie waar elk land uit en thuis speelt tegen elk ander, of dus 18 wedstrijden in totaal per land. De vier hoogst geklasseerde landen kwalificeerden zich voor de WK-eindronde. Het nummer vijf moest in een play-off tegen de winnaar uit Oceanië spelen om zich alsnog te kwalificeren. 

## Gekwalificeerde landen
| FIFA-lid   | Kwalificatie      | Aantal dln. (incl. 2006) | Dln. op rij | Eerste dln. | Laatste dln. | Titels (excl. 2006) | Beste prestatie |
| ---------- | ----------------- | ------------------------ | ----------- | ----------- | ------------ | ------------------- | --------------- |
| Brazilië   | Nummer 1 CONMEBOL | 18e                      | 18          | 1930        | 2002         | 4                   | Winnaar         |
| Argentinië | Nummer 2 CONMEBOL | 14e                      | 9           | 1930        | 2002         | 2                   | Winnaar         |
| Ecuador    | Nummer 3 CONMEBOL | 2e                       | 2           | 2002        | 2002         | 0                   | Groepsfase      |
| Paraguay   | Nummer 4 CONMEBOL | 7e                       | 3           | 1930        | 2002         | 0                   | Achtste finale  |

## Eindstand
| Nr. | Land       | GW | W  | G | V  | DV | DT | DS  | Ptn | Resultaat                                  |
| --- | ---------- | -- | -- | - | -- | -- | -- | --- | --- | ------------------------------------------ |
| 1   | Brazilië   | 18 | 9  | 7 | 2  | 35 | 17 | +18 | 34  | Gekwalificeerd voor het hoofdtoernooi.     |
| 2   | Argentinië | 18 | 10 | 4 | 4  | 29 | 17 | +12 | 34  | Gekwalificeerd voor het hoofdtoernooi.     |
| 3   | Ecuador    | 18 | 8  | 4 | 6  | 23 | 19 | +4  | 28  | Gekwalificeerd voor het hoofdtoernooi.     |
| 4   | Paraguay   | 18 | 8  | 4 | 6  | 23 | 23 | 0   | 28  | Gekwalificeerd voor het hoofdtoernooi.     |
| 5   | Uruguay    | 18 | 6  | 7 | 5  | 23 | 28 | –5  | 25  | Geplaatst voor intercontinentale play-off. |
| 6   | Colombia   | 18 | 6  | 6 | 6  | 24 | 16 | +8  | 24  |                                            |
| 7   | Chili      | 18 | 5  | 7 | 6  | 18 | 22 | –4  | 22  |                                            |
| 8   | Venezuela  | 18 | 5  | 3 | 10 | 20 | 28 | –8  | 18  |                                            |
| 9   | Peru       | 18 | 4  | 6 | 8  | 20 | 28 | –8  | 18  |                                            |
| 10  | Bolivia    | 18 | 4  | 2 | 12 | 20 | 37 | –17 | 14  |                                            |

1. 1 2  Brazilië werd nummer 1 in de poule vanwege het betere doelsaldo in alle wedstrijden. Het onderling resultaat was exact gelijk.
2. 1 2  Ecuador had een beter onderling resultaat. Beide wonnen een wedstrijd, dus in punten eindigden ze gelijk (3 punten). Het doelsaldo was: Ecuador +2, Paraguay −2
3. 1 2  Venezuela scoorde een beter onderling resultaat, Venezuela 4, Peru 1.

## Wedstrijden

### Speeldag 1 t/m 4
De eerste vier wedstrijden voor het kwalificatie-toernooi vonden al plaats voor de loting van de overige landen. De twee grote favorieten Brazilië en Argentinië liepen twee keer averij op, Argentinië begon met een 2-2 gelijkspel tegen Chili, het verspeelde een 2-0 voorsprong in een typisch Latijns-Amerikaanse sfeer, waarbij drie spelers uit het veld werden gestuurd. Na twee makkelijke overwinningen op Venezuela en Bolivia kwam de ploeg niet verder dan een 1-1 gelijkspel in de uitwedstrijd tegen Colombia. Een foute inworp van de Colombiaanse doelman werd opgepakt en benut door Hernan Crespo, in de tweede helft maakte Colombia gelijk en de Zuid-Amerikaanse kampioen pakte pas zijn eerste punt. Brazilië begon de kwalificatie goed met een 1-2 zege op Colombia en een 1-0 zege op het de laatste jaren goed presterende Ecuador door een doelpunt van Ronaldinho. Na een 1-1 gelijkspel tegen Peru kwam men tegen angstgegner Uruguay niet verder dan een 3-3 gelijkspel, Brazilië verspeelde een 2-0 voorsprong en door twee doelpunten van Diego Forlán en een eigen doelpunt van Gilberto Silva diende zich een stunt aan, maar Ronaldo voorkwam een afgang voor de regerende wereldkampioen. Koploper in de eerste wedstrijden was Paraguay, na een zware nederlaag tegen Peru (4-1) werd er gewonnen van Uruguay (4-1), Ecuador (2-1) en een 0-1 zege in Santiago op Chili door een doelpunt van Carlos Humberto Paredes. Dankzij die zege had Paraguay negen punten en een voorsprong van één punt op Argentinië en Brazilië, Uruguay en Venzuela volgden met zeven en zes punten.

#### Wedstrijddag 1
|                                                   |                           |         |                         | |
| 6 september 2003 «onderlinge duels» 16:00 (UTC−3) | Argentinië                | 2 – 2   | Chili                   | Estadio Monumental Antonio Vespucio Liberti, Buenos Aires Toeschouwers: 35.372 Scheidsrechter: Ubaldo Aquino (PAR) |
| 6 september 2003 «onderlinge duels» 16:00 (UTC−3) | C. Gonzalez 32' Aimar 35' | Verslag | 60' Mirošević 77' Navia | Estadio Monumental Antonio Vespucio Liberti, Buenos Aires Toeschouwers: 35.372 Scheidsrechter: Ubaldo Aquino (PAR) |

|                                                   |                            |         |           |                                                                                           |
| 6 september 2003 «onderlinge duels» 16:00 (UTC−5) | Ecuador                    | 2 – 0   | Venezuela | Estadio Olímpico Atahualpa, Quito Toeschouwers: 14.997 Scheidsrechter: Rubén Selman (CHI) |
| 6 september 2003 «onderlinge duels» 16:00 (UTC−5) | Espinoza 5' C. Tenorio 72' | Verslag |           | Estadio Olímpico Atahualpa, Quito Toeschouwers: 14.997 Scheidsrechter: Rubén Selman (CHI) |

|                                                   |                                            |         |             |                                                                                   |
| 6 september 2003 «onderlinge duels» 20:20 (UTC−5) | Peru                                       | 4 – 1   | Paraguay    | Estadio Nacional, Lima Toeschouwers: 42.557 Scheidsrechter: Héctor Baldassi (ARG) |
| 6 september 2003 «onderlinge duels» 20:20 (UTC−5) | Solano 34' Mendoza 42' Soto 83' Farfán 90' | Verslag | 24' Gamarra | Estadio Nacional, Lima Toeschouwers: 42.557 Scheidsrechter: Héctor Baldassi (ARG) |

|                                                   |                                                              |         |         |                                                                                            |
| 7 september 2003 «onderlinge duels» 19:00 (UTC−3) | Uruguay                                                      | 5 – 0   | Bolivia | Estadio Centenario, Montevideo Toeschouwers: 39.253 Scheidsrechter: Gilberto Hidalgo (PER) |
| 7 september 2003 «onderlinge duels» 19:00 (UTC−3) | Forlán 18' Chevanton 40' Chevanton 61' Abeijon 83' Bueno 88' | Verslag |         | Estadio Centenario, Montevideo Toeschouwers: 39.253 Scheidsrechter: Gilberto Hidalgo (PER) |

|                                                   |           |         |                      | |
| 7 september 2003 «onderlinge duels» 16:15 (UTC−5) | Colombia  | 1 – 2   | Brazilië             | Estadio Metropolitano Roberto Meléndez, Barranquilla Toeschouwers: 47.600 Scheidsrechter: Horacio Elizondo (ARG) |
| 7 september 2003 «onderlinge duels» 16:15 (UTC−5) | Ángel 38' | Verslag | 22' Ronaldo 60' Kaká | Estadio Metropolitano Roberto Meléndez, Barranquilla Toeschouwers: 47.600 Scheidsrechter: Horacio Elizondo (ARG) |

#### Wedstrijddag 2
|                                                   |           |         |                                 |                                                                                     |
| 9 september 2003 «onderlinge duels» 19:00 (UTC−4) | Venezuela | 0 – 3   | Argentinië                      | Estadio Olímpico, Caracas Toeschouwers: 24.783 Scheidsrechter: Martín Vázquez (URU) |
| 9 september 2003 «onderlinge duels» 19:00 (UTC−4) |           | Verslag | 7' Aimar 25' Crespo 32' Delgado | Estadio Olímpico, Caracas Toeschouwers: 24.783 Scheidsrechter: Martín Vázquez (URU) |

|                                                   |                            |         |             |                                                                                      |
| 9 september 2003 «onderlinge duels» 21:10 (UTC−4) | Chili                      | 2 – 1   | Peru        | Estadio Nacional, Santiago Toeschouwers: 54.303 Scheidsrechter: Daniel Giménez (ARG) |
| 9 september 2003 «onderlinge duels» 21:10 (UTC−4) | Pinilla 35' Norambuena 70' | Verslag | 57' Mendoza | Estadio Nacional, Santiago Toeschouwers: 54.303 Scheidsrechter: Daniel Giménez (ARG) |

|                                                    |                                            |         |          |                                                                                                   |
| 10 september 2003 «onderlinge duels» 16:00 (UTC−4) | Bolivia                                    | 4 – 0   | Colombia | Estadio Hernando Siles, La Paz Toeschouwers: 23.200 Scheidsrechter: Paulo César de Oliveira (BRA) |
| 10 september 2003 «onderlinge duels» 16:00 (UTC−4) | Baldivieso 11' (pen.) Botero 27', 49', 59' | Verslag |          | Estadio Hernando Siles, La Paz Toeschouwers: 23.200 Scheidsrechter: Paulo César de Oliveira (BRA) |

|                                                    |                                   |         |               |                                                                                              |
| 10 september 2003 «onderlinge duels» 19:00 (UTC−4) | Paraguay                          | 4 – 1   | Uruguay       | Estadio Defensores del Chaco, Asunción Toeschouwers: 15.000 Scheidsrechter: Óscar Ruiz (COL) |
| 10 september 2003 «onderlinge duels» 19:00 (UTC−4) | Cardozo 26', 58', 72' Paredes 53' | Verslag | 24' Chevantón | Estadio Defensores del Chaco, Asunción Toeschouwers: 15.000 Scheidsrechter: Óscar Ruiz (COL) |

|                                                    |                |         |         |                                                                            |
| 10 september 2003 «onderlinge duels» 20:45 (UTC−4) | Brazilië       | 1 – 0   | Ecuador | Vivaldão, Manaus Toeschouwers: 36.601 Scheidsrechter: Luis Solórzano (VEN) |
| 10 september 2003 «onderlinge duels» 20:45 (UTC−4) | Ronaldinho 13' | Verslag |         | Vivaldão, Manaus Toeschouwers: 36.601 Scheidsrechter: Luis Solórzano (VEN) |

#### Wedstrijddag 3
|                                                   |                          |         |              |                                                                                          |
| 15 november 2003 «onderlinge duels» 15:00 (UTC−3) | Uruguay                  | 2 – 1   | Chili        | Estadio Centenario, Montevideo Toeschouwers: 60.000 Scheidsrechter: Claudio Martín (ARG) |
| 15 november 2003 «onderlinge duels» 15:00 (UTC−3) | Chevantón 31' Romero 49' | Verslag | 21' Meléndez | Estadio Centenario, Montevideo Toeschouwers: 60.000 Scheidsrechter: Claudio Martín (ARG) |

|                                                   |          |         |           | |
| 15 november 2003 «onderlinge duels» 16:00 (UTC−5) | Colombia | 0 – 1   | Venezuela | Estadio Metropolitano Roberto Meléndez, Barranquilla Toeschouwers: 20.000 Scheidsrechter: Carlos Chandía (CHI) |
| 15 november 2003 «onderlinge duels» 16:00 (UTC−5) |          | Verslag | 9' Arango | Estadio Metropolitano Roberto Meléndez, Barranquilla Toeschouwers: 20.000 Scheidsrechter: Carlos Chandía (CHI) |

|                                                   |                            |         |            | |
| 15 november 2003 «onderlinge duels» 19:20 (UTC−3) | Paraguay                   | 2 – 1   | Ecuador    | Estadio Defensores del Chaco, Asunción Toeschouwers: 12.000 Scheidsrechter: Juan Carlos Paniagua (BOL) |
| 15 november 2003 «onderlinge duels» 19:20 (UTC−3) | Santa Cruz 29' Cardozo 75' | Verslag | 58' Méndez | Estadio Defensores del Chaco, Asunción Toeschouwers: 12.000 Scheidsrechter: Juan Carlos Paniagua (BOL) |

|                                                   |                                       |         |         | |
| 15 november 2003 «onderlinge duels» 21:30 (UTC−3) | Argentinië                            | 3 – 0   | Bolivia | Estadio Monumental Antonio Vespucio Liberti, Buenos Aires Toeschouwers: 30.042 Scheidsrechter: Gilberto Hidalgo (PER) |
| 15 november 2003 «onderlinge duels» 21:30 (UTC−3) | D'Alessandro 56' Crespo 61' Aimar 63' | Verslag |         | Estadio Monumental Antonio Vespucio Liberti, Buenos Aires Toeschouwers: 30.042 Scheidsrechter: Gilberto Hidalgo (PER) |

|                                                   |            |         |                    |                                                                                    |
| 16 november 2003 «onderlinge duels» 16:00 (UTC−5) | Peru       | 1 – 1   | Brazilië           | Estadio Monumental "U", Lima Toeschouwers: 70.000 Scheidsrechter: Óscar Ruiz (COL) |
| 16 november 2003 «onderlinge duels» 16:00 (UTC−5) | Solano 50' | Verslag | 20' (pen.) Rivaldo | Estadio Monumental "U", Lima Toeschouwers: 70.000 Scheidsrechter: Óscar Ruiz (COL) |

#### Wedstrijddag 4
|                                                   |                      |       |            | |
| 18 november 2003 «onderlinge duels» 19:00 (UTC−4) | Venezuela            | 2 – 1 | Bolivia    | Estadio José Pachencho Romero, Maracaibo Toeschouwers: 30.000 Scheidsrechter: Mauricio Reinoso (ECU) |
| 18 november 2003 «onderlinge duels» 19:00 (UTC−4) | Rey 90' Arango 90+2' |       | 60' Botero | Estadio José Pachencho Romero, Maracaibo Toeschouwers: 30.000 Scheidsrechter: Mauricio Reinoso (ECU) |

|                                                   |       |             |          |                                                                                      |
| 18 november 2003 «onderlinge duels» 22:05 (UTC−3) | Chili | 0 – 1       | Paraguay | Estadio Nacional, Santiago Toeschouwers: 61.923 Scheidsrechter: Gustavo Méndez (URU) |
| 18 november 2003 «onderlinge duels» 22:05 (UTC−3) |       | 30' Paredes |          | Estadio Nacional, Santiago Toeschouwers: 61.923 Scheidsrechter: Gustavo Méndez (URU) |

|                                                   |         |       |      |                                                                                                |
| 19 november 2003 «onderlinge duels» 17:00 (UTC−5) | Ecuador | 0 – 0 | Peru | Estadio Olímpico Atahualpa, Quito Toeschouwers: 34.361 Scheidsrechter: Epifanio González (PAR) |
| 19 november 2003 «onderlinge duels» 17:00 (UTC−5) |         |       |      | Estadio Olímpico Atahualpa, Quito Toeschouwers: 34.361 Scheidsrechter: Epifanio González (PAR) |

|                                                   |           |       |            | |
| 19 november 2003 «onderlinge duels» 21:00 (UTC−5) | Colombia  | 1 – 1 | Argentinië | Estadio Metropolitano Roberto Meléndez, Barranquilla Toeschouwers: 19.034 Scheidsrechter: Carlos Eugênio Simon (BRA) |
| 19 november 2003 «onderlinge duels» 21:00 (UTC−5) | Ángel 47' |       | 27' Crespo | Estadio Metropolitano Roberto Meléndez, Barranquilla Toeschouwers: 19.034 Scheidsrechter: Carlos Eugênio Simon (BRA) |

|                                                   |                           |       |                                           |                                                                                 |
| 19 november 2003 «onderlinge duels» 21:50 (UTC−2) | Brazilië                  | 3 – 3 | Uruguay                                   | Pinheirão, Curitiba Toeschouwers: 28.000 Scheidsrechter: Horacio Elizondo (ARG) |
| 19 november 2003 «onderlinge duels» 21:50 (UTC−2) | Kaká 20' Ronaldo 28', 87' |       | 57', 76' Forlán 78' (e.d.) Gilberto Silva | Pinheirão, Curitiba Toeschouwers: 28.000 Scheidsrechter: Horacio Elizondo (ARG) |

### Speeldag 5 t/m 7
De wedstrijden in de eerste helft van 2004 stonden vooral in het teken van de topwedstrijden. Terwijl de wedstrijden van Paraguay tegen Brazilië en Argentinië doelpuntloos gelijk eindigden, zorgde Ronaldo voor een unieke prestatie door in de topper tegen Argentinië drie keer te scoren uit een strafschop, alle drie de strafschoppen ontstonden na overtredingen op hem. Paraguay verloor zijn koppositie door een 2-1 nederlaag tegen Bolivia. Bovenaan stond Brazilië met dertien punten, Argentinië had twaalf punten en Paraguay en Chili elf punten uit zeven wedstrijden. Opmerkelijk slecht waren de prestaties van Uruguay, na een 0-3 nederlaag tegen Venezuela werd bondscoach Juan Ramon Carrasco ontslagen. De start onder de nieuwe bondscoach was vals, na een 1-3 nederlaag tegen Peru en een 5-0 afstraffing tegen Colombia vond de ploeg zich terug op de negende plaats, alleen Bolivia stond lager.

#### Wedstrijddag 5
|                                                |         |                                |       |                                                                                          |
| 30 maart 2004 «onderlinge duels» 16:00 (UTC−4) | Bolivia | 0 – 2                          | Chili | Estadio Hernando Siles, La Paz Toeschouwers: 40.000 Scheidsrechter: Claudio Martín (ARG) |
| 30 maart 2004 «onderlinge duels» 16:00 (UTC−4) |         | 37' Villarroel 59' M. González |       | Estadio Hernando Siles, La Paz Toeschouwers: 40.000 Scheidsrechter: Claudio Martín (ARG) |

|                                                |            |       |         | |
| 30 maart 2004 «onderlinge duels» 20:30 (UTC−3) | Argentinië | 1 – 0 | Ecuador | Estadio Monumental Antonio Vespucio Liberti, Buenos Aires Toeschouwers: 55.000 Scheidsrechter: Martín Vázquez (URU) |
| 30 maart 2004 «onderlinge duels» 20:30 (UTC−3) | Crespo 60' |       |         | Estadio Monumental Antonio Vespucio Liberti, Buenos Aires Toeschouwers: 55.000 Scheidsrechter: Martín Vázquez (URU) |

|                                                |         |                                         |           |                                                                                       |
| 31 maart 2004 «onderlinge duels» 19:40 (UTC−3) | Uruguay | 0 – 3                                   | Venezuela | Estadio Centenario, Montevideo Toeschouwers: 40.094 Scheidsrechter: René Ortubé (BOL) |
| 31 maart 2004 «onderlinge duels» 19:40 (UTC−3) |         | 19' Urdaneta 67' H. González 77' Arango |           | Estadio Centenario, Montevideo Toeschouwers: 40.094 Scheidsrechter: René Ortubé (BOL) |

|                                                |      |                         |          |                                                                                             |
| 31 maart 2004 «onderlinge duels» 21:45 (UTC−5) | Peru | 0 – 2                   | Colombia | Estadio Nacional, Lima Toeschouwers: 29.325 Scheidsrechter: Márcio Rezende de Freitas (BRA) |
| 31 maart 2004 «onderlinge duels» 21:45 (UTC−5) |      | 30' Grisales 42' Oviedo |          | Estadio Nacional, Lima Toeschouwers: 29.325 Scheidsrechter: Márcio Rezende de Freitas (BRA) |

|                                                |          |       |          |                                                                                              |
| 31 maart 2004 «onderlinge duels» 21:45 (UTC−3) | Paraguay | 0 – 0 | Brazilië | Estadio Defensores del Chaco, Asunción Toeschouwers: 40.000 Scheidsrechter: Óscar Ruiz (COL) |
| 31 maart 2004 «onderlinge duels» 21:45 (UTC−3) |          |       |          | Estadio Defensores del Chaco, Asunción Toeschouwers: 40.000 Scheidsrechter: Óscar Ruiz (COL) |

#### Wedstrijddag 6
|                                              |                         |       |             | |
| 1 juni 2004 «onderlinge duels» 16:00 (UTC−4) | Bolivia                 | 2 – 1 | Paraguay    | Estadio Hernando Siles, La Paz Toeschouwers: 23.013 Scheidsrechter: Márcio Rezende de Freitas (BRA) |
| 1 juni 2004 «onderlinge duels» 16:00 (UTC−4) | Cristaldo 8' Suárez 72' |       | 33' Cardozo | Estadio Hernando Siles, La Paz Toeschouwers: 23.013 Scheidsrechter: Márcio Rezende de Freitas (BRA) |

|                                              |           |             |       | |
| 1 juni 2004 «onderlinge duels» 19:00 (UTC−4) | Venezuela | 0 – 1       | Chili | Estadio Polideportivo de Pueblo Nuevo, San Cristóbal Toeschouwers: 23.040 Scheidsrechter: Carlos Torres (PAR) |
| 1 juni 2004 «onderlinge duels» 19:00 (UTC−4) |           | 83' Pinilla |       | Estadio Polideportivo de Pueblo Nuevo, San Cristóbal Toeschouwers: 23.040 Scheidsrechter: Carlos Torres (PAR) |

|                                              |            |       |                                   |                                                                                        |
| 1 juni 2004 «onderlinge duels» 21:40 (UTC−3) | Uruguay    | 1 – 3 | Peru                              | Estadio Centenario, Montevideo Toeschouwers: 30.000 Scheidsrechter: Rubén Selman (CHI) |
| 1 juni 2004 «onderlinge duels» 21:40 (UTC−3) | Forlán 72' |       | 13' Solano 18' Pizarro 61' Farfán | Estadio Centenario, Montevideo Toeschouwers: 30.000 Scheidsrechter: Rubén Selman (CHI) |

|                                              |                      |       |            |                                                                                              |
| 2 juni 2004 «onderlinge duels» 16:00 (UTC−5) | Ecuador              | 2 – 1 | Colombia   | Estadio Olímpico Atahualpa, Quito Toeschouwers: 31.484 Scheidsrechter: Héctor Baldassi (ARG) |
| 2 juni 2004 «onderlinge duels» 16:00 (UTC−5) | Delgado 3' Salas 66' |       | 57' Oviedo | Estadio Olímpico Atahualpa, Quito Toeschouwers: 31.484 Scheidsrechter: Héctor Baldassi (ARG) |

|                                              |                                              |       |            |                                                                                |
| 2 juni 2004 «onderlinge duels» 21:45 (UTC−3) | Brazilië                                     | 3 – 1 | Argentinië | Mineirão, Belo Horizonte Toeschouwers: 60.000 Scheidsrechter: Óscar Ruiz (COL) |
| 2 juni 2004 «onderlinge duels» 21:45 (UTC−3) | Ronaldo 16' (pen.), 67' (pen.), 90+6' (pen.) |       | 79' Sorín  | Mineirão, Belo Horizonte Toeschouwers: 60.000 Scheidsrechter: Óscar Ruiz (COL) |

#### Wedstrijddag 7
|                                              |                                             |       |                            |                                                                                            |
| 5 juni 2004 «onderlinge duels» 16:00 (UTC−5) | Ecuador                                     | 3 – 2 | Bolivia                    | Estadio Olímpico Atahualpa, Quito Toeschouwers: 30.020 Scheidsrechter: Gustavo Brand (VEN) |
| 5 juni 2004 «onderlinge duels» 16:00 (UTC−5) | Soliz 27' (e.d.) Delgado 32' de la Cruz 38' |       | 57' Gutiérrez 74' Castillo | Estadio Olímpico Atahualpa, Quito Toeschouwers: 30.020 Scheidsrechter: Gustavo Brand (VEN) |

|                                              |      |       |           |                                                                                   |
| 6 juni 2004 «onderlinge duels» 15:00 (UTC−5) | Peru | 0 – 0 | Venezuela | Estadio Nacional, Lima Toeschouwers: 40.000 Scheidsrechter: Jorge Larrionda (URU) |
| 6 juni 2004 «onderlinge duels» 15:00 (UTC−5) |      |       |           | Estadio Nacional, Lima Toeschouwers: 40.000 Scheidsrechter: Jorge Larrionda (URU) |

|                                              |            |       |          | |
| 6 juni 2004 «onderlinge duels» 15:00 (UTC−3) | Argentinië | 0 – 0 | Paraguay | Estadio Monumental Antonio Vespucio Liberti, Buenos Aires Toeschouwers: 37.000 Scheidsrechter: Carlos Simon (BRA) |
| 6 juni 2004 «onderlinge duels» 15:00 (UTC−3) |            |       |          | Estadio Monumental Antonio Vespucio Liberti, Buenos Aires Toeschouwers: 37.000 Scheidsrechter: Carlos Simon (BRA) |

|                                              |                                                      |       |         | |
| 6 juni 2004 «onderlinge duels» 17:10 (UTC−5) | Colombia                                             | 5 – 0 | Uruguay | Estadio Metropolitano Roberto Meléndez, Barranquilla Toeschouwers: 7.000 Scheidsrechter: Carlos Amarilla (PAR) |
| 6 juni 2004 «onderlinge duels» 17:10 (UTC−5) | Pacheco 17', 31' Moreno 20' Restrepo 81' Herrera 86' |       |         | Estadio Metropolitano Roberto Meléndez, Barranquilla Toeschouwers: 7.000 Scheidsrechter: Carlos Amarilla (PAR) |

|                                              |                  |       |                  |                                                                                        |
| 6 juni 2004 «onderlinge duels» 21:30 (UTC−4) | Chili            | 1 – 1 | Brazilië         | Estadio Nacional, Santiago Toeschouwers: 62.503 Scheidsrechter: Horacio Elizondo (ARG) |
| 6 juni 2004 «onderlinge duels» 21:30 (UTC−4) | Navia 89' (pen.) |       | 16' Luís Fabiano | Estadio Nacional, Santiago Toeschouwers: 62.503 Scheidsrechter: Horacio Elizondo (ARG) |

### Speeldag 8 t/m 11
De Argentijnse coach Marcelo Bielsa, al twee jaar onder druk na de snelle uitschakeling van Argentinië op het vorig WK stapte op wegens gebrek aan energie, José Pekerman volgde hem op. In zijn eerste wedstrijd werd Uruguay met 4-2 verslagen, mede door twee doelpunten van Luciano Figueroa. Opvallend was dat een paar maanden eerder Argentinië Uruguay klopte in de Copa America, waarbij ook toen Figueroa twee keer scoorde.  In deze wedstrijdreeks had Argentinië een sterke serie, het haalde tien punten uit vier wedstrijden. Argentinië veroverde de koppositie na een 1-0 nederlaag van Brazilië tegen het sterk opkomende Ecuador. Argentinië en Brazilië begonnen zich steeds verder af te scheiden van de overige landen, de achterstand van Paraguay en Ecuador was respectievelijk zes en vier punten op Argentinië en Brazilië. Uruguay herstelde zich en boekte overwinningen op Ecuador en Paraguay, maar Chili haalde slechts twee punten en scoorde slechts één keer. De strijd om de vijfde plaats (die recht zou hebben op een Play-Off ticket) was nog ongemeen spannend, Uruguay had één punt voorsprong op vier landen. 

#### Wedstrijddag 8
|                                                   |          |       |                                       |                                                                                              |
| 4 september 2004 «onderlinge duels» 19:00 (UTC−5) | Peru     | 1 – 3 | Argentinië                            | Estadio Monumental "U", Lima Toeschouwers: 28.000 Scheidsrechter: Carlos Eugênio Simon (BRA) |
| 4 september 2004 «onderlinge duels» 19:00 (UTC−5) | Soto 62' |       | 14' Rosales 66' Coloccini 90+2' Sorín | Estadio Monumental "U", Lima Toeschouwers: 28.000 Scheidsrechter: Carlos Eugênio Simon (BRA) |

|                                                   |           |       |         |                                                                                            |
| 5 september 2004 «onderlinge duels» 15:15 (UTC−3) | Uruguay   | 1 – 0 | Ecuador | Estadio Centenario, Montevideo Toeschouwers: 28.000 Scheidsrechter: Gilberto Hidalgo (PER) |
| 5 september 2004 «onderlinge duels» 15:15 (UTC−3) | Bueno 57' |       |         | Estadio Centenario, Montevideo Toeschouwers: 28.000 Scheidsrechter: Gilberto Hidalgo (PER) |

|                                                   |                                              |       |               |                                                                                          |
| 5 september 2004 «onderlinge duels» 17:10 (UTC−3) | Brazilië                                     | 3 – 1 | Bolivia       | Estádio do Morumbi, São Paulo Toeschouwers: 60.000 Scheidsrechter: Héctor Baldassi (ARG) |
| 5 september 2004 «onderlinge duels» 17:10 (UTC−3) | Ronaldo 1' Ronaldinho 12' (pen.) Adriano 44' |       | 48' Cristaldo | Estádio do Morumbi, São Paulo Toeschouwers: 60.000 Scheidsrechter: Héctor Baldassi (ARG) |

|                                                   |             |       |           |                                                                                                  |
| 5 september 2004 «onderlinge duels» 18:20 (UTC−4) | Paraguay    | 1 – 0 | Venezuela | Estadio Defensores del Chaco, Asunción Toeschouwers: 30.000 Scheidsrechter: Gustavo Méndez (URU) |
| 5 september 2004 «onderlinge duels» 18:20 (UTC−4) | Gamarra 52' |       |           | Estadio Defensores del Chaco, Asunción Toeschouwers: 30.000 Scheidsrechter: Gustavo Méndez (URU) |

|                                                   |       |       |          |                                                                                                |
| 5 september 2004 «onderlinge duels» 21:00 (UTC−4) | Chili | 0 – 0 | Colombia | Estadio Nacional, Santiago Toeschouwers: 62.523 Scheidsrechter: Wilson de Souza Mendonça (BRA) |
| 5 september 2004 «onderlinge duels» 21:00 (UTC−4) |       |       |          | Estadio Nacional, Santiago Toeschouwers: 62.523 Scheidsrechter: Wilson de Souza Mendonça (BRA) |

#### Wedstrijddag 9
|                                                 |                                           |       |                                       | |
| 9 oktober 2004 «onderlinge duels» 15:00 (UTC−3) | Argentinië                                | 4 – 2 | Uruguay                               | Estadio Monumental Antonio Vespucio Liberti, Buenos Aires Toeschouwers: 50.000 Scheidsrechter: Wilson de Souza Mendonça (BRA) |
| 9 oktober 2004 «onderlinge duels» 15:00 (UTC−3) | González 6' Figueroa 32', 54' Zanetti 44' |       | 63' C. Rodríguez 86' (pen.) Chevantón | Estadio Monumental Antonio Vespucio Liberti, Buenos Aires Toeschouwers: 50.000 Scheidsrechter: Wilson de Souza Mendonça (BRA) |

|                                                 |            |       |      |                                                                                            |
| 9 oktober 2004 «onderlinge duels» 16:00 (UTC−4) | Bolivia    | 1 – 0 | Peru | Estadio Hernando Siles, La Paz Toeschouwers: 23.729 Scheidsrechter: Mauricio Reinoso (ECU) |
| 9 oktober 2004 «onderlinge duels» 16:00 (UTC−4) | Botero 56' |       |      | Estadio Hernando Siles, La Paz Toeschouwers: 23.729 Scheidsrechter: Mauricio Reinoso (ECU) |

|                                                 |              |       |             | |
| 9 oktober 2004 «onderlinge duels» 17:10 (UTC−5) | Colombia     | 1 – 1 | Paraguay    | Estadio Metropolitano Roberto Meléndez, Barranquilla Toeschouwers: 25.000 Scheidsrechter: Horacio Elizondo (ARG) |
| 9 oktober 2004 «onderlinge duels» 17:10 (UTC−5) | Grisales 17' |       | 77' Gavilán | Estadio Metropolitano Roberto Meléndez, Barranquilla Toeschouwers: 25.000 Scheidsrechter: Horacio Elizondo (ARG) |

|                                                 |                |       |                                           | |
| 9 oktober 2004 «onderlinge duels» 21:00 (UTC−4) | Venezuela      | 2 – 5 | Brazilië                                  | Estadio José Pachencho Romero, Maracaibo Toeschouwers: 26.133 Scheidsrechter: Carlos Chandía (CHI) |
| 9 oktober 2004 «onderlinge duels» 21:00 (UTC−4) | Morán 79', 90' |       | 5', 34' Kaká 48', 50' Ronaldo 75' Adriano | Estadio José Pachencho Romero, Maracaibo Toeschouwers: 26.133 Scheidsrechter: Carlos Chandía (CHI) |

|                                                  |                         |       |       |                                                                                          |
| 10 oktober 2004 «onderlinge duels» 17:00 (UTC−5) | Ecuador                 | 2 – 0 | Chili | Estadio Olímpico Atahualpa, Quito Toeschouwers: 27.956 Scheidsrechter: René Ortubé (BOL) |
| 10 oktober 2004 «onderlinge duels» 17:00 (UTC−5) | Kaviedes 49' Méndez 64' |       |       | Estadio Olímpico Atahualpa, Quito Toeschouwers: 27.956 Scheidsrechter: René Ortubé (BOL) |

#### Wedstrijddag 10
|                                                  |         |       |         | |
| 12 oktober 2004 «onderlinge duels» 16:00 (UTC−4) | Bolivia | 0 – 0 | Uruguay | Estadio Hernando Siles, La Paz Toeschouwers: 24.349 Scheidsrechter: Márcio Rezende de Freitas (BRA) |
| 12 oktober 2004 «onderlinge duels» 16:00 (UTC−4) |         |       |         | Estadio Hernando Siles, La Paz Toeschouwers: 24.349 Scheidsrechter: Márcio Rezende de Freitas (BRA) |

|                                                  |             |       |            |                                                                                              |
| 13 oktober 2004 «onderlinge duels» 17:00 (UTC−4) | Paraguay    | 1 – 1 | Peru       | Estadio Defensores del Chaco, Asunción Toeschouwers: 30.000 Scheidsrechter: Óscar Ruiz (COL) |
| 13 oktober 2004 «onderlinge duels» 17:00 (UTC−4) | Paredes 13' |       | 74' Solano | Estadio Defensores del Chaco, Asunción Toeschouwers: 30.000 Scheidsrechter: Óscar Ruiz (COL) |

|                                                  |       |       |            |                                                                                       |
| 13 oktober 2004 «onderlinge duels» 20:00 (UTC−3) | Chili | 0 – 0 | Argentinië | Estadio Nacional, Santiago Toeschouwers: 57.671 Scheidsrechter: Carlos Amarilla (PAR) |
| 13 oktober 2004 «onderlinge duels» 20:00 (UTC−3) |       |       |            | Estadio Nacional, Santiago Toeschouwers: 57.671 Scheidsrechter: Carlos Amarilla (PAR) |

|                                                  |          |       |          |                                                                                     |
| 13 oktober 2004 «onderlinge duels» 21:50 (UTC−3) | Brazilië | 0 – 0 | Colombia | Estádio Rei Pelé, Maceió Toeschouwers: 20.000 Scheidsrechter: Jorge Larrionda (URU) |
| 13 oktober 2004 «onderlinge duels» 21:50 (UTC−3) |          |       |          | Estádio Rei Pelé, Maceió Toeschouwers: 20.000 Scheidsrechter: Jorge Larrionda (URU) |

|                                                  |                                    |       |                     | |
| 14 oktober 2004 «onderlinge duels» 19:00 (UTC−4) | Venezuela                          | 3 – 1 | Ecuador             | Estadio Polideportivo de Pueblo Nuevo, San Cristóbal Toeschouwers: 13.800 Scheidsrechter: Eduardo Lecca (PER) |
| 14 oktober 2004 «onderlinge duels» 19:00 (UTC−4) | Urdaneta 20' (pen.) Morán 72', 80' |       | 41' (pen.) M. Ayoví | Estadio Polideportivo de Pueblo Nuevo, San Cristóbal Toeschouwers: 13.800 Scheidsrechter: Eduardo Lecca (PER) |

#### Wedstrijddag 11
|                                                   |            |       |          |                                                                                         |
| 17 november 2004 «onderlinge duels» 16:00 (UTC−5) | Ecuador    | 1 – 0 | Brazilië | Estadio Olímpico Atahualpa, Quito Toeschouwers: 38.308 Scheidsrechter: Óscar Ruiz (COL) |
| 17 november 2004 «onderlinge duels» 16:00 (UTC−5) | Méndez 77' |       |          | Estadio Olímpico Atahualpa, Quito Toeschouwers: 38.308 Scheidsrechter: Óscar Ruiz (COL) |

|                                                   |           |       |         | |
| 17 november 2004 «onderlinge duels» 18:00 (UTC−5) | Colombia  | 1 – 0 | Bolivia | Estadio Metropolitano Roberto Meléndez, Barranquilla Toeschouwers: 25.000 Scheidsrechter: Carlos Torres (PAR) |
| 17 november 2004 «onderlinge duels» 18:00 (UTC−5) | Yepes 18' |       |         | Estadio Metropolitano Roberto Meléndez, Barranquilla Toeschouwers: 25.000 Scheidsrechter: Carlos Torres (PAR) |

|                                                   |                         |       |                   |                                                                                   |
| 17 november 2004 «onderlinge duels» 20:00 (UTC−5) | Peru                    | 2 – 1 | Chili             | Estadio Nacional, Lima Toeschouwers: 39.752 Scheidsrechter: Héctor Baldassi (ARG) |
| 17 november 2004 «onderlinge duels» 20:00 (UTC−5) | Farfán 56' Guerrero 85' |       | 90+1' S. González | Estadio Nacional, Lima Toeschouwers: 39.752 Scheidsrechter: Héctor Baldassi (ARG) |

|                                                   |             |       |          |                                                                                        |
| 17 november 2004 «onderlinge duels» 20:45 (UTC−2) | Uruguay     | 1 – 0 | Paraguay | Estadio Centenario, Montevideo Toeschouwers: 35.000 Scheidsrechter: Carlos Simon (BRA) |
| 17 november 2004 «onderlinge duels» 20:45 (UTC−2) | Montero 78' |       |          | Estadio Centenario, Montevideo Toeschouwers: 35.000 Scheidsrechter: Carlos Simon (BRA) |

|                                                   |                                          |       |                      | |
| 17 november 2004 «onderlinge duels» 21:45 (UTC−3) | Argentinië                               | 3 – 2 | Venezuela            | Estadio Monumental Antonio Vespucio Liberti, Buenos Aires Toeschouwers: 30.000 Scheidsrechter: Gilberto Hidalgo (PER) |
| 17 november 2004 «onderlinge duels» 21:45 (UTC−3) | Rey 3' (e.d.) Riquelme 45+1' Saviola 65' |       | 31' Morán 72' Vielma | Estadio Monumental Antonio Vespucio Liberti, Buenos Aires Toeschouwers: 30.000 Scheidsrechter: Gilberto Hidalgo (PER) |

### Speeldag 12 t/m 15
Brazilië en Argentinië waren in de race om het eerste Zuid-Amerikaanse land te worden dat zich zou plaatsen voor het WK, na dertien speeldagen had Argentinië een voorsprong van vier punten. Terwijl Argentinië met 2-0 van Ecuador verloor won Brazilië moeiteloos met 4-1 van Paraguay, mede door twee benutte strafschoppen van Ronaldinho. Voor de onderlinge wedstrijd tussen de twee grote voetbalmachten had Argentinië één punt voorsprong, de winnaar zou zich als eerste plaatsen voor een WK. Argentinië liet er geen gras over groeien en plaatste zich door een 3-1 overwinning, het stond voor rust met 3-0 voor mede dankzij twee doelpunten van Hernan Crespo. Beide landen stonden dezelfde maand ook in de finale van de Confederations Cup, nu waren de rollen omgedraaid en won Brazilië de finale met 4-1. Ook noemenswaardig was het feit dat Argentinië in juni 2005 wereldkampioen van de jeugd werd vooral dankzij de speler van het toernooi:Lionel Messi, hij zou later zijn debuut maken in het seniorenteam. In de strijd om de overige plaatsen verzuimde Ecuador uit te lopen door met 3-0 van het opkomende Colombia verliezen. Ecuador en Paraguay stonden nog steeds een plaats die recht zou hebben op een WK-ticket met respectievelijk 23 en 22 punten uit 15 wedstrijden, Colombia en Chili stonden op de gedeelde vijfde plaats met twee punten achterstand op Paraguay en twee punten voorsprong op Uruguay.

#### Wedstrijddag 12
|                                                |              |       |                           |                                                                                           |
| 26 maart 2005 «onderlinge duels» 16:00 (UTC−4) | Bolivia      | 1 – 2 | Argentinië                | Estadio Hernando Siles, La Paz Toeschouwers: 25.000 Scheidsrechter: Jorge Larrionda (URU) |
| 26 maart 2005 «onderlinge duels» 16:00 (UTC−4) | Castillo 49' |       | 57' Figueroa 63' Galletti | Estadio Hernando Siles, La Paz Toeschouwers: 25.000 Scheidsrechter: Jorge Larrionda (URU) |

|                                                |           |       |          |                                                                                                  |
| 26 maart 2005 «onderlinge duels» 19:00 (UTC−4) | Venezuela | 0 – 0 | Colombia | Estadio José Pachencho Romero, Maracaibo Toeschouwers: 18.000 Scheidsrechter: Carlos Simon (BRA) |
| 26 maart 2005 «onderlinge duels» 19:00 (UTC−4) |           |       |          | Estadio José Pachencho Romero, Maracaibo Toeschouwers: 18.000 Scheidsrechter: Carlos Simon (BRA) |

|                                                |               |       |             |                                                                                  |
| 26 maart 2005 «onderlinge duels» 22:00 (UTC−4) | Chili         | 1 – 1 | Uruguay     | Estadio Nacional, Santiago Toeschouwers: 55.000 Scheidsrechter: Óscar Ruiz (COL) |
| 26 maart 2005 «onderlinge duels» 22:00 (UTC−4) | Mirošević 47' |       | 4' Regueiro | Estadio Nacional, Santiago Toeschouwers: 55.000 Scheidsrechter: Óscar Ruiz (COL) |

|                                                |          |       |      |                                                                                           |
| 27 maart 2005 «onderlinge duels» 16:00 (UTC−3) | Brazilië | 1 – 0 | Peru | Estádio Serra Dourada, Goiânia Toeschouwers: 49.163 Scheidsrechter: Carlos Amarilla (PAR) |
| 27 maart 2005 «onderlinge duels» 16:00 (UTC−3) | Kaká 74' |       |      | Estádio Serra Dourada, Goiânia Toeschouwers: 49.163 Scheidsrechter: Carlos Amarilla (PAR) |

|                                                |                                                         |       |                                |                                                                                             |
| 27 maart 2005 «onderlinge duels» 16:10 (UTC−5) | Ecuador                                                 | 5 – 2 | Paraguay                       | Estadio Olímpico Atahualpa, Quito Toeschouwers: 32.449 Scheidsrechter: Gustavo Méndez (URU) |
| 27 maart 2005 «onderlinge duels» 16:10 (UTC−5) | Valencia 32', 49' Méndez 45+2', 47' M. Ayoví 77' (pen.) |       | 10' (pen.) Cardozo 14' Cabañas | Estadio Olímpico Atahualpa, Quito Toeschouwers: 32.449 Scheidsrechter: Gustavo Méndez (URU) |

#### Wedstrijddag 13
|                                                |                                         |       |               |                                                                                        |
| 29 maart 2005 «onderlinge duels» 16:00 (UTC−4) | Bolivia                                 | 3 – 1 | Venezuela     | Estadio Hernando Siles, La Paz Toeschouwers: 7.908 Scheidsrechter: Eduardo Lecca (PER) |
| 29 maart 2005 «onderlinge duels» 16:00 (UTC−4) | Cichero 2' (e.d.) Castillo 25' Vaca 84' |       | 71' Maldonado | Estadio Hernando Siles, La Paz Toeschouwers: 7.908 Scheidsrechter: Eduardo Lecca (PER) |

|                                                |                          |       |             | |
| 30 maart 2005 «onderlinge duels» 19:00 (UTC−4) | Paraguay                 | 2 – 1 | Chili       | Estadio Defensores del Chaco, Asunción Toeschouwers: 10.000 Scheidsrechter: Horacio Elizondo (ARG) |
| 30 maart 2005 «onderlinge duels» 19:00 (UTC−4) | Morínigo 37' Cardozo 59' |       | 72' Pinilla | Estadio Defensores del Chaco, Asunción Toeschouwers: 10.000 Scheidsrechter: Horacio Elizondo (ARG) |

|                                                |            |       |          | |
| 30 maart 2005 «onderlinge duels» 20:00 (UTC−3) | Argentinië | 1 – 0 | Colombia | Estadio Monumental Antonio Vespucio Liberti, Buenos Aires Toeschouwers: 40.000 Scheidsrechter: Carlos Amarilla (PAR) |
| 30 maart 2005 «onderlinge duels» 20:00 (UTC−3) | Crespo 65' |       |          | Estadio Monumental Antonio Vespucio Liberti, Buenos Aires Toeschouwers: 40.000 Scheidsrechter: Carlos Amarilla (PAR) |

|                                                |                        |       |                            |                                                                                  |
| 30 maart 2005 «onderlinge duels» 20:00 (UTC−5) | Peru                   | 2 – 2 | Ecuador                    | Estadio Nacional, Lima Toeschouwers: 40.000 Scheidsrechter: Carlos Chandía (CHI) |
| 30 maart 2005 «onderlinge duels» 20:00 (UTC−5) | Guerrero 1' Farfán 58' |       | 4' de la Cruz 45' Valencia | Estadio Nacional, Lima Toeschouwers: 40.000 Scheidsrechter: Carlos Chandía (CHI) |

|                                                |            |       |             |                                                                                           |
| 30 maart 2005 «onderlinge duels» 21:30 (UTC−3) | Uruguay    | 1 – 1 | Brazilië    | Estadio Centenario, Montevideo Toeschouwers: 60.000 Scheidsrechter: Héctor Baldassi (ARG) |
| 30 maart 2005 «onderlinge duels» 21:30 (UTC−3) | Forlán 48' |       | 67' Emerson | Estadio Centenario, Montevideo Toeschouwers: 60.000 Scheidsrechter: Héctor Baldassi (ARG) |

#### Wedstrijddag 14
|                                              |                                                           |       |      | |
| 4 juni 2005 «onderlinge duels» 15:00 (UTC−5) | Colombia                                                  | 5 – 0 | Peru | Estadio Metropolitano Roberto Meléndez, Barranquilla Toeschouwers: 15.000 Scheidsrechter: Carlos Torres (PAR) |
| 4 juni 2005 «onderlinge duels» 15:00 (UTC−5) | L.G. Rey 29' Soto 55' Ángel 58' Restrepo 75' E. Perea 78' |       |      | Estadio Metropolitano Roberto Meléndez, Barranquilla Toeschouwers: 15.000 Scheidsrechter: Carlos Torres (PAR) |

|                                              |                      |       |            |                                                                                           |
| 4 juni 2005 «onderlinge duels» 16:00 (UTC−5) | Ecuador              | 2 – 0 | Argentinië | Estadio Olímpico Atahualpa, Quito Toeschouwers: 37.583 Scheidsrechter: Rubén Selman (CHI) |
| 4 juni 2005 «onderlinge duels» 16:00 (UTC−5) | Lara 53' Delgado 89' |       |            | Estadio Olímpico Atahualpa, Quito Toeschouwers: 37.583 Scheidsrechter: Rubén Selman (CHI) |

|                                              |               |       |           | |
| 4 juni 2005 «onderlinge duels» 19:00 (UTC−4) | Venezuela     | 1 – 1 | Uruguay   | Estadio José Pachencho Romero, Maracaibo Toeschouwers: 12.504 Scheidsrechter: Gabriel Brazenas (ARG) |
| 4 juni 2005 «onderlinge duels» 19:00 (UTC−4) | Maldonado 74' |       | 2' Forlán | Estadio José Pachencho Romero, Maracaibo Toeschouwers: 12.504 Scheidsrechter: Gabriel Brazenas (ARG) |

|                                              |                           |       |                     |                                                                                                 |
| 4 juni 2005 «onderlinge duels» 21:00 (UTC−4) | Chili                     | 3 – 1 | Bolivia             | Estadio Nacional, Santiago Toeschouwers: 46.729 Scheidsrechter: Márcio Rezende de Freitas (BRA) |
| 4 juni 2005 «onderlinge duels» 21:00 (UTC−4) | Fuentes 8', 34' Salas 66' |       | 83' (pen.) Castillo | Estadio Nacional, Santiago Toeschouwers: 46.729 Scheidsrechter: Márcio Rezende de Freitas (BRA) |

|                                              |                                                              |       |                |                                                                                           |
| 5 juni 2005 «onderlinge duels» 16:00 (UTC−3) | Brazilië                                                     | 4 – 1 | Paraguay       | Estádio Beira-Rio, Porto Alegre Toeschouwers: 45.000 Scheidsrechter: Martín Vázquez (URU) |
| 5 juni 2005 «onderlinge duels» 16:00 (UTC−3) | Ronaldinho 32' (pen.), 41' (pen.) Zé Roberto 70' Robinho 82' |       | 72' Santa Cruz | Estádio Beira-Rio, Porto Alegre Toeschouwers: 45.000 Scheidsrechter: Martín Vázquez (URU) |

#### Wedstrijddag 15
|                                              |      |       |         |                                                                                   |
| 7 juni 2005 «onderlinge duels» 20:00 (UTC−5) | Peru | 0 – 0 | Uruguay | Estadio Nacional, Lima Toeschouwers: 31.515 Scheidsrechter: Héctor Baldassi (ARG) |
| 7 juni 2005 «onderlinge duels» 20:00 (UTC−5) |      |       |         | Estadio Nacional, Lima Toeschouwers: 31.515 Scheidsrechter: Héctor Baldassi (ARG) |

|                                              |                           |       |         | |
| 8 juni 2005 «onderlinge duels» 15:00 (UTC−5) | Colombia                  | 3 – 0 | Ecuador | Estadio Metropolitano Roberto Meléndez, Barranquilla Toeschouwers: 20.402 Scheidsrechter: Carlos Eugênio Simon (BRA) |
| 8 juni 2005 «onderlinge duels» 15:00 (UTC−5) | Moreno 5', 9' Arzuaga 70' |       |         | Estadio Metropolitano Roberto Meléndez, Barranquilla Toeschouwers: 20.402 Scheidsrechter: Carlos Eugênio Simon (BRA) |

|                                              |                  |       |           |                                                                                     |
| 8 juni 2005 «onderlinge duels» 19:00 (UTC−4) | Chili            | 2 – 1 | Venezuela | Estadio Nacional, Santiago Toeschouwers: 35.506 Scheidsrechter: Carlos Torres (PAR) |
| 8 juni 2005 «onderlinge duels» 19:00 (UTC−4) | Jiménez 31', 60' |       | 82' Morán | Estadio Nacional, Santiago Toeschouwers: 35.506 Scheidsrechter: Carlos Torres (PAR) |

|                                              |                                                    |       |             |                                                                                                |
| 8 juni 2005 «onderlinge duels» 19:15 (UTC−4) | Paraguay                                           | 4 – 1 | Bolivia     | Estadio Defensores del Chaco, Asunción Toeschouwers: 5.534 Scheidsrechter: Gustavo Brand (VEN) |
| 8 juni 2005 «onderlinge duels» 19:15 (UTC−4) | Gamarra 17' Santa Cruz 45+1' Cáceres 54' Núñez 68' |       | 30' Galindo | Estadio Defensores del Chaco, Asunción Toeschouwers: 5.534 Scheidsrechter: Gustavo Brand (VEN) |

|                                              |                             |       |                    | |
| 8 juni 2005 «onderlinge duels» 21:45 (UTC−3) | Argentinië                  | 3 – 1 | Brazilië           | Estadio Monumental Antonio Vespucio Liberti, Buenos Aires Toeschouwers: 49.497 Scheidsrechter: Gustavo Méndez (URU) |
| 8 juni 2005 «onderlinge duels» 21:45 (UTC−3) | Crespo 3', 40' Riquelme 18' |       | 71' Roberto Carlos | Estadio Monumental Antonio Vespucio Liberti, Buenos Aires Toeschouwers: 49.497 Scheidsrechter: Gustavo Méndez (URU) |

### Speeldag 16 t/m 18

#### Wedstrijddag 16
Brazilië plaatste zich definitief voor het WK door op een overtuigende manier Chili met 5-0 te verslaan, Adriano scoorde drie maal. Ecuador en Paraguay wonnen respectievelijk van Bolivia en Argentinië en hadden nu een stevige voorsprong op de nummer vijf en waren bijna zeker van directe plaatsing. In de strijd om deze vijfde plaats boekte Uruguay een belangrijke overwinning op concurrent Colombia, vier minuten voor tijd scoorde Marcelo Zalayeta het winnende en zijn derde doelpunt. Door de zege passeerde Uruguay Colombia en Chili van de vijfde plaats, ook Venezuela was nog kansrijk met drie punten achterstand. Peru en Bolivia waren definitief uitgeschakeld.
|                                                   |          |       |                 |                                                                                          |
| 3 september 2005 «onderlinge duels» 15:00 (UTC−4) | Bolivia  | 1 – 2 | Ecuador         | Estadio Hernando Siles, La Paz Toeschouwers: 8.434 Scheidsrechter: Héctor Baldassi (ARG) |
| 3 september 2005 «onderlinge duels» 15:00 (UTC−4) | Vaca 41' |       | 8', 49' Delgado | Estadio Hernando Siles, La Paz Toeschouwers: 8.434 Scheidsrechter: Héctor Baldassi (ARG) |

|                                                   |                |       |            | |
| 3 september 2005 «onderlinge duels» 17:00 (UTC−4) | Paraguay       | 1 – 0 | Argentinië | Estadio Defensores del Chaco, Asunción Toeschouwers: 32.000 Scheidsrechter: Carlos Eugênio Simon (BRA) |
| 3 september 2005 «onderlinge duels» 17:00 (UTC−4) | Santa Cruz 14' |       |            | Estadio Defensores del Chaco, Asunción Toeschouwers: 32.000 Scheidsrechter: Carlos Eugênio Simon (BRA) |

|                                                   |                                             |       |            | |
| 3 september 2005 «onderlinge duels» 19:00 (UTC−4) | Venezuela                                   | 4 – 1 | Peru       | Estadio José Pachencho Romero, Maracaibo Toeschouwers: 6.000 Scheidsrechter: Márcio Rezende de Freitas (BRA) |
| 3 september 2005 «onderlinge duels» 19:00 (UTC−4) | Maldonado 17' Arango 68' Torrealba 73', 79' |       | 63' Farfán | Estadio José Pachencho Romero, Maracaibo Toeschouwers: 6.000 Scheidsrechter: Márcio Rezende de Freitas (BRA) |

|                                                   |                                              |       |       |                                                                                             |
| 4 september 2005 «onderlinge duels» 16:00 (UTC−3) | Brazilië                                     | 5 – 0 | Chili | Estádio Mané Garrincha, Brasilia Toeschouwers: 39.000 Scheidsrechter: Carlos Amarilla (PAR) |
| 4 september 2005 «onderlinge duels» 16:00 (UTC−3) | Juan 11' Robinho 21' Adriano 27', 29', 90+3' |       |       | Estádio Mané Garrincha, Brasilia Toeschouwers: 39.000 Scheidsrechter: Carlos Amarilla (PAR) |

|                                                   |                        |       |                    |                                                                                            |
| 4 september 2005 «onderlinge duels» 18:20 (UTC−3) | Uruguay                | 3 – 2 | Colombia           | Estadio Centenario, Montevideo Toeschouwers: 60.000 Scheidsrechter: Horacio Elizondo (ARG) |
| 4 september 2005 «onderlinge duels» 18:20 (UTC−3) | Zalayeta 42', 51', 86' |       | 79' Soto 82' Ángel | Estadio Centenario, Montevideo Toeschouwers: 60.000 Scheidsrechter: Horacio Elizondo (ARG) |

#### Wedstrijddag 17
Op de voorlaatste speeldag verzekerden Ecuador en Paraguay zich van een WK-ticket, Ecuador behaalde het laatste noodzakelijke punt tegen Uruguay, Paraguay won de uitwedstrijd van Venezuela (0-1). Voor de strijd om de vijfde plaats was de wedstrijd tussen Colombia en Chili vitaal, beide landen moesten winnen en hadden niets aan het uiteindelijke 1-1 gelijkspel. Uruguay behield de voorsprong van één punt en Chili en Colombia hadden het niet meer in eigen hand.
|                                                 |         |       |         | |
| 8 oktober 2005 «onderlinge duels» 16:00 (UTC−5) | Ecuador | 0 – 0 | Uruguay | Estadio Olímpico Atahualpa, Quito Toeschouwers: 37.270 Scheidsrechter: Márcio Rezende de Freitas (BRA) |
| 8 oktober 2005 «onderlinge duels» 16:00 (UTC−5) |         |       |         | Estadio Olímpico Atahualpa, Quito Toeschouwers: 37.270 Scheidsrechter: Márcio Rezende de Freitas (BRA) |

|                                                 |          |       |           | |
| 8 oktober 2005 «onderlinge duels» 16:00 (UTC−5) | Colombia | 1 – 1 | Chili     | Estadio Metropolitano Roberto Meléndez, Barranquilla Toeschouwers: 22.380 Scheidsrechter: Wilson de Souza Mendonça (BRA) |
| 8 oktober 2005 «onderlinge duels» 16:00 (UTC−5) | Rey 24'  |       | 64' Rojas | Estadio Metropolitano Roberto Meléndez, Barranquilla Toeschouwers: 22.380 Scheidsrechter: Wilson de Souza Mendonça (BRA) |

|                                                 |           |            |          | |
| 8 oktober 2005 «onderlinge duels» 17:00 (UTC−4) | Venezuela | 0 – 1      | Paraguay | Estadio José Pachencho Romero, Maracaibo Toeschouwers: 13.272 Scheidsrechter: Horacio Elizondo (ARG) |
| 8 oktober 2005 «onderlinge duels» 17:00 (UTC−4) |           | 64' Valdez |          | Estadio José Pachencho Romero, Maracaibo Toeschouwers: 13.272 Scheidsrechter: Horacio Elizondo (ARG) |

|                                                 |              |       |             |                                                                                           |
| 9 oktober 2005 «onderlinge duels» 16:00 (UTC−4) | Bolivia      | 1 – 1 | Brazilië    | Estadio Hernando Siles, La Paz Toeschouwers: 22.725 Scheidsrechter: Jorge Larrionda (URU) |
| 9 oktober 2005 «onderlinge duels» 16:00 (UTC−4) | Castillo 49' |       | 25' Juninho | Estadio Hernando Siles, La Paz Toeschouwers: 22.725 Scheidsrechter: Jorge Larrionda (URU) |

|                                                 |                                          |       |      | |
| 9 oktober 2005 «onderlinge duels» 19:10 (UTC−3) | Argentinië                               | 2 – 0 | Peru | Estadio Monumental Antonio Vespucio Liberti, Buenos Aires Toeschouwers: 36.977 Scheidsrechter: Carlos Torres (PAR) |
| 9 oktober 2005 «onderlinge duels» 19:10 (UTC−3) | Riquelme 81' (pen.) Guadalupe 90' (e.d.) |       |      | Estadio Monumental Antonio Vespucio Liberti, Buenos Aires Toeschouwers: 36.977 Scheidsrechter: Carlos Torres (PAR) |

#### Wedstrijddag 18
Uruguay pakte zijn kans om niet te afhankelijk te zijn van andere resultaten en won met 1-0 van Argentinië door een doelpunt van Alvaro Recoba. Net als voor het WK van 2002 zou Australië de tegenstander zijn. Colombia kwam één punt tekort en zou zich opnieuw niet plaatsen. Ondanks de sterke concurrentie plaatsten dezelfde Zuid Amerikaanse ploegen zich opnieuw voor het WK of voor de play-offs in vergelijking met vier geleden.
|                                                  |                                           |       |               |                                                                                        |
| 12 oktober 2005 «onderlinge duels» 20:00 (UTC−5) | Peru                                      | 4 – 1 | Bolivia       | Estadio Jorge Basadre, Tacna Toeschouwers: 14.774 Scheidsrechter: Oscar Sequeira (ARG) |
| 12 oktober 2005 «onderlinge duels» 20:00 (UTC−5) | Vassallo 11' Acasiete 38' Farfán 45', 82' |       | 66' Gutiérrez | Estadio Jorge Basadre, Tacna Toeschouwers: 14.774 Scheidsrechter: Oscar Sequeira (ARG) |

|                                                  |          |        |          | |
| 12 oktober 2005 «onderlinge duels» 20:30 (UTC−4) | Paraguay | 0 – 1  | Colombia | Estadio Defensores del Chaco, Asunción Toeschouwers: 12.374 Scheidsrechter: Márcio Rezende de Freitas (BRA) |
| 12 oktober 2005 «onderlinge duels» 20:30 (UTC−4) |          | 7' Rey |          | Estadio Defensores del Chaco, Asunción Toeschouwers: 12.374 Scheidsrechter: Márcio Rezende de Freitas (BRA) |

|                                                  |                                            |       |           |                                                                              |
| 12 oktober 2005 «onderlinge duels» 21:30 (UTC−3) | Brazilië                                   | 3 – 0 | Venezuela | Mangueirão, Belém Toeschouwers: 47.000 Scheidsrechter: Héctor Baldassi (ARG) |
| 12 oktober 2005 «onderlinge duels» 21:30 (UTC−3) | Adriano 28' Ronaldo 51' Roberto Carlos 61' |       |           | Mangueirão, Belém Toeschouwers: 47.000 Scheidsrechter: Héctor Baldassi (ARG) |

|                                                  |       |       |         |                                                                                        |
| 12 oktober 2005 «onderlinge duels» 21:30 (UTC−3) | Chili | 0 – 0 | Ecuador | Estadio Nacional, Santiago Toeschouwers: 49.530 Scheidsrechter: Horacio Elizondo (ARG) |
| 12 oktober 2005 «onderlinge duels» 21:30 (UTC−3) |       |       |         | Estadio Nacional, Santiago Toeschouwers: 49.530 Scheidsrechter: Horacio Elizondo (ARG) |

|                                                  |            |       |            | |
| 12 oktober 2005 «onderlinge duels» 22:30 (UTC−2) | Uruguay    | 1 – 0 | Argentinië | Estadio Centenario, Montevideo Toeschouwers: 55.000 Scheidsrechter: Wilson de Souza Mendonça (BRA) |
| 12 oktober 2005 «onderlinge duels» 22:30 (UTC−2) | Recoba 46' |       |            | Estadio Centenario, Montevideo Toeschouwers: 55.000 Scheidsrechter: Wilson de Souza Mendonça (BRA) |

## Intercontinentale play-off

### Eerste wedstrijd
|                                                   |                  |       |           |                                                                                           |
| 12 november 2005 «onderlinge duels» 18:00 (UTC−2) | Uruguay          | 1 – 0 | Australië | Estadio Centenario, Montevideo Toeschouwers: 55.000 Scheidsrechter: Claus Bo Larsen (DEN) |
| 12 november 2005 «onderlinge duels» 18:00 (UTC−2) | D. Rodríguez 37' |       |           | Estadio Centenario, Montevideo Toeschouwers: 55.000 Scheidsrechter: Claus Bo Larsen (DEN) |

### Tweede wedstrijd
|                                                    |                                   |              |                                         |                                                                                          |
| 16 november 2005 «onderlinge duels» 20:00 (UTC+11) | Australië                         | 1 – 0 (n.v.) | Uruguay                                 | Telstra Stadium, Sydney Toeschouwers: 82.698 Scheidsrechter: Luis Medina Cantalejo (SPA) |
| 16 november 2005 «onderlinge duels» 20:00 (UTC+11) | Bresciano 35'                     |              |                                         | Telstra Stadium, Sydney Toeschouwers: 82.698 Scheidsrechter: Luis Medina Cantalejo (SPA) |
| 16 november 2005 «onderlinge duels» 20:00 (UTC+11) | Strafschoppen                     |              |                                         | Telstra Stadium, Sydney Toeschouwers: 82.698 Scheidsrechter: Luis Medina Cantalejo (SPA) |
| 16 november 2005 «onderlinge duels» 20:00 (UTC+11) | Kewell Neill Vidmar Viduka Aloisi | 4–2          | D. Rodríguez Varela Estoyanoff Zalayeta | Telstra Stadium, Sydney Toeschouwers: 82.698 Scheidsrechter: Luis Medina Cantalejo (SPA) |